# Gare de Porchefontaine
La gare de Porchefontaine est une gare ferroviaire française de la ligne des Invalides à Versailles-Rive-Gauche, située sur le territoire de la commune de Versailles dans le département des Yvelines en région Île-de-France.
C'est une gare  de la Société nationale des chemins de fer français (SNCF) desservie par des trains de la ligne C du Réseau express régional d'Île-de-France (RER).

## Situation ferroviaire
Établie à 117 mètres d'altitude, la gare de Porchefontaine est située au point kilométrique (PK) 15,830 de la ligne des Invalides à Versailles-Rive-Gauche, entre les gares de Viroflay-Rive-Gauche et de Versailles-Château-Rive-Gauche.
Située au niveau des sauts-de-mouton de Porchefontaine, la gare dispose de deux quais situés à des hauteurs différentes, la voie en direction de Versailles surplombant celle en direction de Paris.

## Histoire
En 2010, la gare est rénovée dans le but d'offrir davantage de confort et de luminosité aux passagers.

## Fréquentation
De 2015 à 2022, selon les estimations de la SNCF, la fréquentation annuelle de la gare s'élève aux nombres indiqués dans le tableau ci-dessous.
| Année     | 2015    | 2016    | 2017    | 2018    | 2019    | 2020    | 2021    | 2022    |
| --------- | ------- | ------- | ------- | ------- | ------- | ------- | ------- | ------- |
| Voyageurs | 956 155 | 946 641 | 933 001 | 902 371 | 875 987 | 398 498 | 545 751 | 723 565 |

## Service des voyageurs

### Accueil
Gare Transilien, elle dispose d'un guichet ouvert tous les jours et est équipé d'un automate pour l'achat de titres de transport transilien et d'une borne d'appel d'urgence. L'équipement pour les personnes à la mobilité réduite est limité à l'accès au guichet et une boucle magnétique. Elle est équipée du système d'information sur les horaires des trains en temps réel, c'est-à-dire d'écrans indiquant les prochains départs.

### Desserte
Porchefontaine est desservie par les trains de la ligne C du RER parcourant la branche Versailles-Château-Rive-Gauche. Le quai inférieur sert à accéder aux trains vers Paris et le quai supérieur est utilisé par les trains à destination de Versailles-Château-Rive-Gauche.

Installations et desserte de la gare en 2010
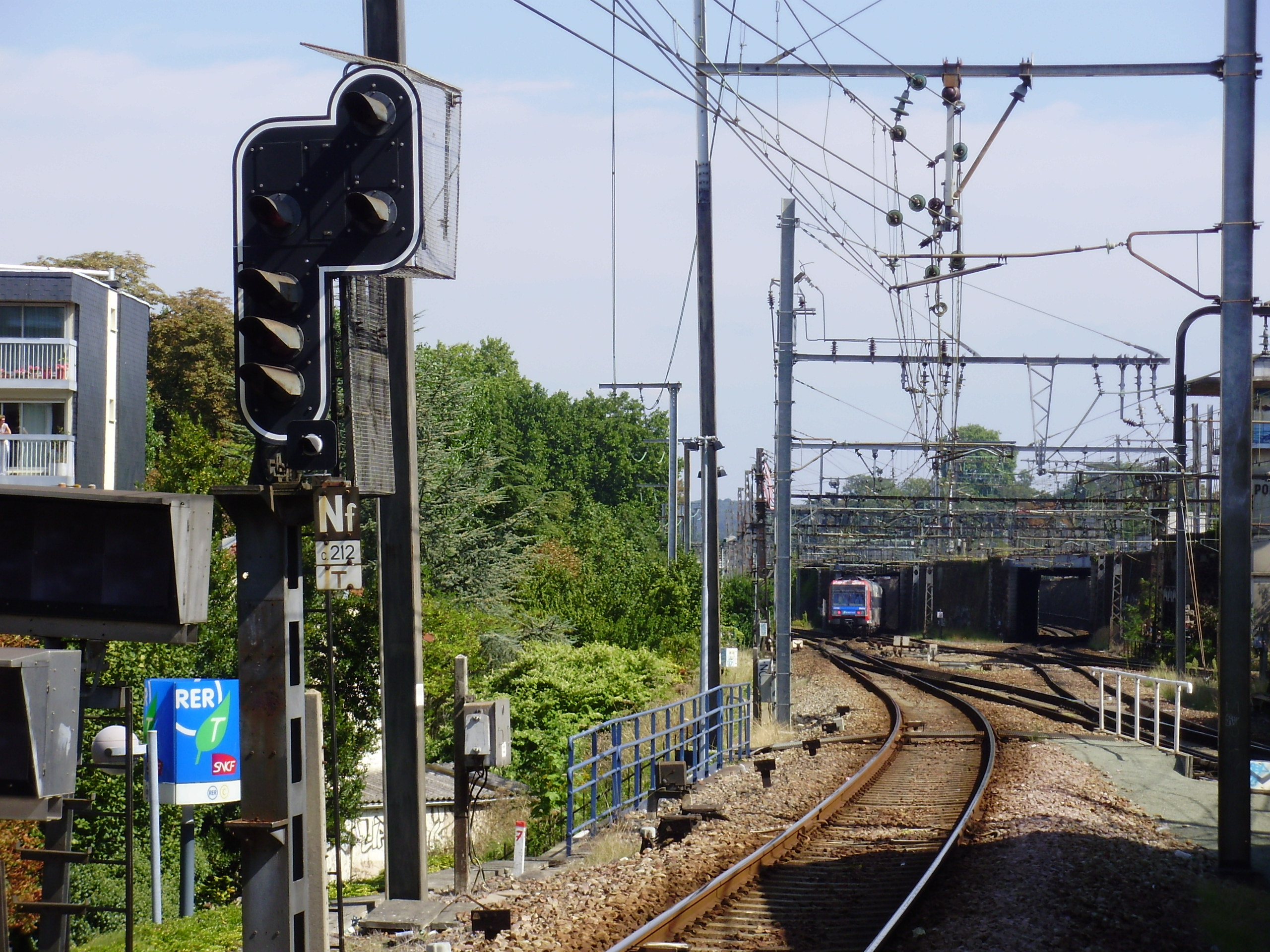
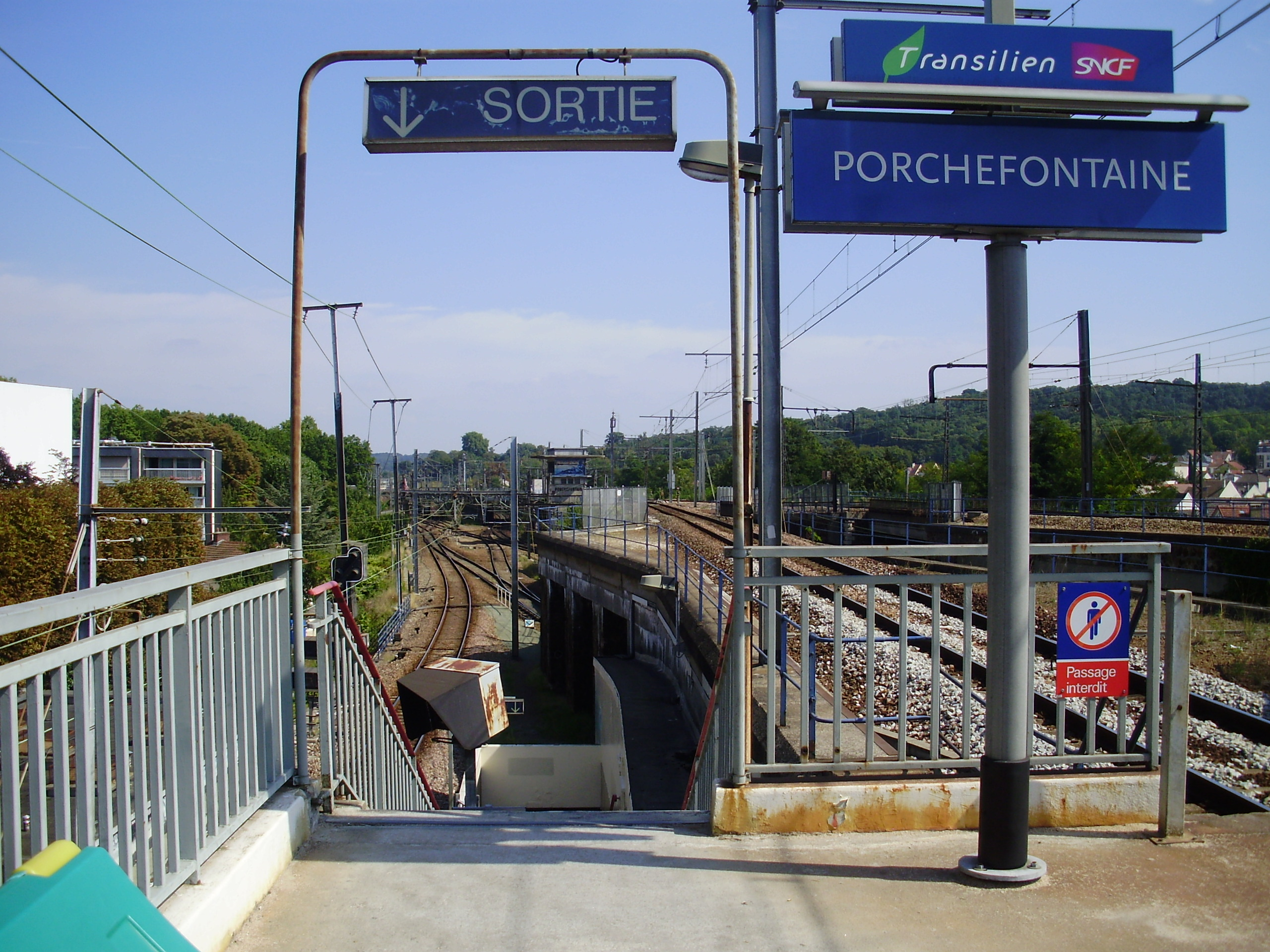
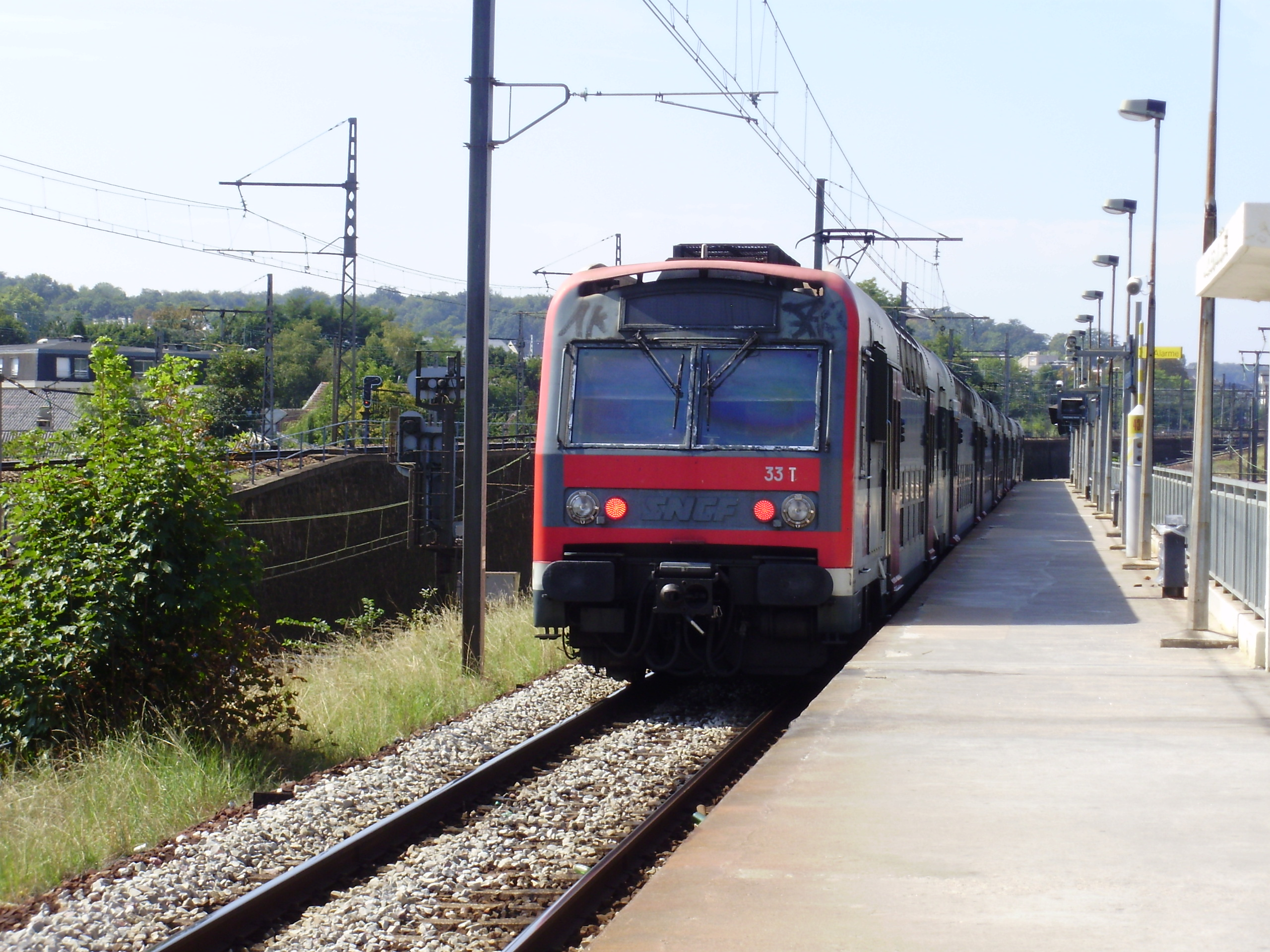

### Intermodalité
A proximité des arceaux de stationnement pour vélos sont aménagés sur la voirie.
La gare est desservie par :
- les lignes 6123, 6124, 6179 et 6180 du réseau de bus de Vélizy Vallées ;
- par la ligne 6208 du réseau de bus Grand Versailles ;
- par la ligne 171 du réseau de bus RATP ;
- la nuit, par la ligne N161 du réseau Noctilien.

## Culture
Lors des étés  1997-1998, une mosaïque a été installée sur le mur du quai bas pour Paris. Elle a été réalisée par l'artiste Françoise Trotabas, avec le concours des habitants du quartier, lors d'ateliers organisés par la Maison de quartier de Porchefontaine, avec le soutien de la ville de Versailles et de la SNCF. Sont illustrées les quinze gares de la ligne C du RER entre Paris-Austerlitz et Versailles-Château-Rive-Gauche.
Un site, créé en 2021, montre l’ensemble des mosaïques, et précise leur histoire. 

Mosaïque
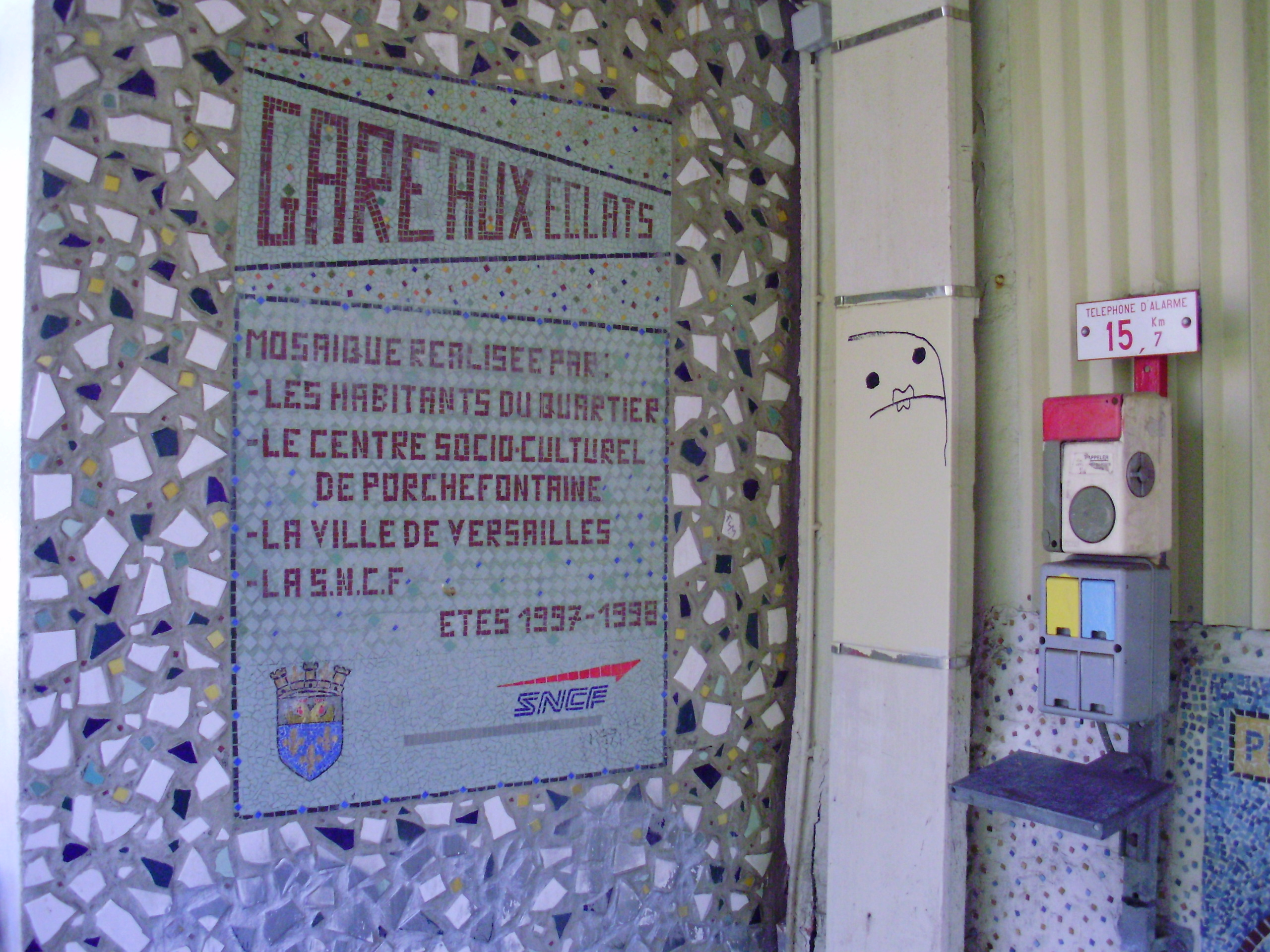
Plaque.
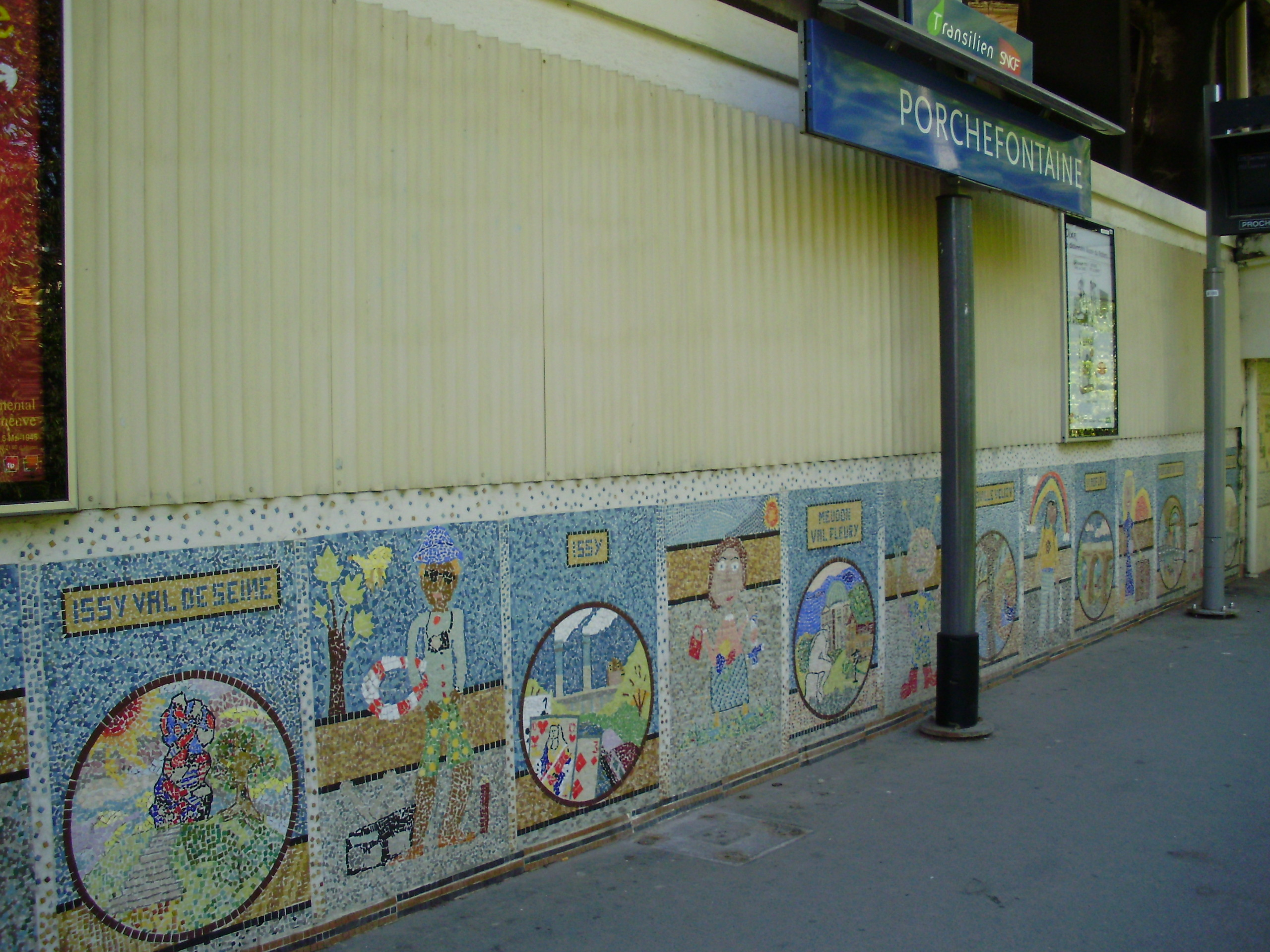
Partie droite.